# ЧС2
ЧС2 (Чехословацкого производства, тип 2; заводские обозначения типа — 25E0, с 34E0 по 34E4, а также с 53E0 по 53E9) — пассажирский односекционный шестиосный электровоз постоянного тока, строившийся на предприятии Škoda с 1958 по 1973 год для железных дорог Советского Союза. За свой внешний вид получил прозвище «Чебурашка».

## История создания и выпуска

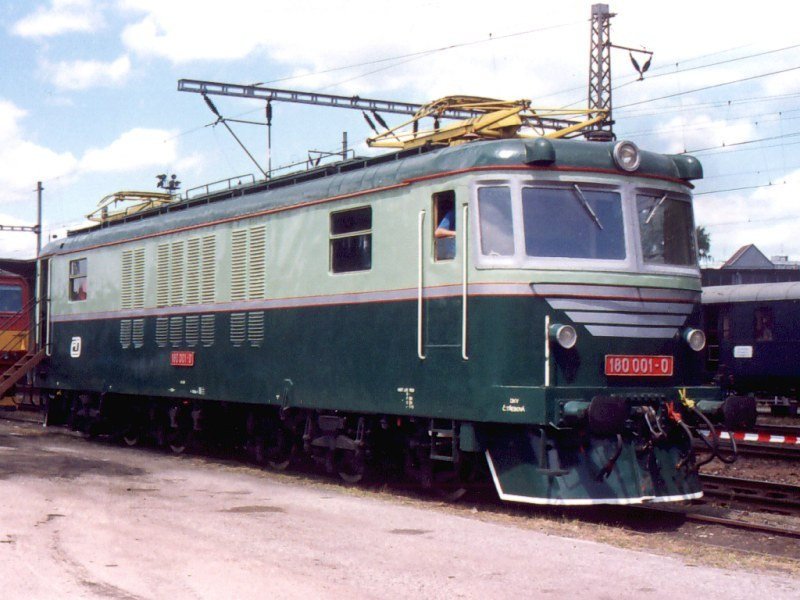
Опытный образец электровоза
Škoda 23E (ČSD серия E 699.0, позже серия 180)

В 1958 году завод Škoda, также известный тогда как Пльзеньский завод им. В. И. Ленина, построил четыре шестиосных электровоза постоянного тока с тяговыми двигателями AL-4846zT часовой мощностью 586 кВт, то есть с такими же, как применённые на электровозе ЧС1. Два электровоза, имевшие передаточное отношение тяговой передачи 1 : 1,951 (заводской тип электровоза 25E0), предназначались для СССР. Эти электровозы, обозначенные как ЧС2-001 и ЧС2-002, в декабре 1958 года прибыли в депо Москва-Техническая Московско-Курско-Донбасской железной дороги. Два других опытных электровоза (заводская серия 23E) были оставлены в эксплуатации на железных дорогах Чехословакии с получением индекса E 699.0.
По результатам испытаний опытных электровозов в их конструкции был выявлен ряд недостатков, и в 1961 году завод Škoda, с учётом опыта эксплуатации электровозов ЧС3, спроектировал для железных дорог Советского Союза шестиосный электровоз типа 34E0, являющийся дальнейшим развитием конструкции электровоза типа 25Е0. По сравнению с предшественником в конструкцию этого электровоза были внесены значительные изменения. Кузов этих электровозов претерпел ряд изменений как в размерах, так и в конструкции лобовых и боковых стен, конструкция рам тележек была усовершенствована при сохранении их основных размеров, а передаточное отношение стало равным 44 : 77. Внутри было значительно изменено расположение оборудования, другими стали количество и типы вспомогательных машин, электрические схемы, применены новый контроллер и тяговые электродвигатели AL-4846eT часовой мощностью по 700 кВт, конструктивно основанные на двигателях электровозов ЧС3. Также были внесены изменения в конструкцию пантографов.
Электровозы 34E начали серийно выпускаться с марта 1962 года, и на советских железных дорогах получили такое же обозначение — ЧС2, продолжив нумерацию этой серии с номера 003. В процессе выпуска в их конструкцию постоянно вносились изменения, некоторые из которых сопровождались сменой нижнего индекса в обозначении модели с 34E0 по 34E4.
В 1964 году были выпущены электровозы с номерами 225—231, получившие обозначение серии 54E1. От серийных ЧС2 они отличались тем, что предназначались для эксплуатации на железных дорогах европейской колеи 1435 мм в приграничных зонах между СССР и странами Европы и имели тяговые редукторы с передаточным отношением 1:2,27, ввиду чего их максимальная скорость снизилась до 120 км/ч, но увеличилась сила тяги, позволяя эксплуатировать локомотивы на участках со сложным профилем в горной местности. Эти электровозы первоначально поступили на Львовскую железную дорогу. Однако в 1967 году электровозы были возвращены на завод и переоборудованы для работы на колее 1524 мм, а колёсные пары и редукторы были заменены на стандартные, после чего они эксплуатировались на общей сети железных дорог СССР.
В том же 1964 году был выпущен электровоз ЧС2-232, получивший обозначение серии 53E и отличавшийся от 34E применением реостатного торможения. Использование только четырёх колесных пар из шести для торможения и ограничение по тепловой мощности тормозных резисторов (всего 1200—1300 кВт) сделали этот вид торможения малоэффективным. Это подтвердилось при испытании опытного электровоза летом 1964 года на Октябрьской железной дороге. Однако в силу того, что завод Škoda провёл подготовку производства, электровозы с номера 305 (заводской тип 53E1) выпускались с реостатным торможением. Такие же тормозные реостаты были установлены на локомотивы 405—454 типа 53E2. Эти электровозы получили наименование серии ЧС2Т и производились с 1964 по 1965 год (не следует путать с глубоко модернизированным электровозом ЧС2Т серии 63E). Начиная с электровоза 455 все электровозы выпускались без реостатного тормоза, сохранив, однако, обозначение 54E.
В 1965 году с целью изучения возможности применения электровозов ЧС2 для скоростного движения было выпущено два электровоза 53E3 № 565 и 566 с передаточным числом 48 : 73 = 1 : 1,52, у которых были увеличена максимальная скорость и снижена сила тяги. Электровозы получили обозначение ЧС2М.
Всего до 1973 года завод Škoda произвёл и поставил в СССР 942 электровоза серии ЧС2, с учетом прототипов и машин «М» и «Т», а с учётом глубоко модернизированного ЧС2Т серии 63E — 1062 единицы. Два электровоза ЧС2 стали для фирмы Škoda юбилейными: ЧС2-718 стал тысячным электровозом ЧС, а электровоз ЧС2-888 стал трёхтысячным электровозом завода Škoda. Более подробные данные по выпуску электровозов ЧС2 приведены в таблице.
| Период выпуска         | Тип электровоза | Обозначение | Количество | Номера            | Заводские номера     |
| ---------------------- | --------------- | ----------- | ---------- | ----------------- | -------------------- |
| 1958                   | 25Е0            | ЧС2         | 2          | 001-002           | 3690, 3712           |
| 1962, март             | 34Е0            | ЧС2         | 2          | 003-004           | 4357-4358            |
| 1962, май-ноябрь       | 34Е1            | ЧС2         | 73         | 005-077           | 4359-4431            |
| 1962, ноябрь-декабрь   | 34Е1            | ЧС2         | 17         | 078-094           | 4575-4591            |
| 1963, январь           | 34Е1            | ЧС2         | 10         | 095-104           | 4592-4601            |
| 1963, февраль-сентябрь | 34Е2            | ЧС2         | 100        | 105-204           | 4657-4756            |
| 1963, ноябрь           | 34Е3            | ЧС2         | 1          | 205               | 4803                 |
| 1963, ноябрь-декабрь   | 34Е3            | ЧС2         | 19         | 206-224           | 4806-4824            |
| 1963, декабрь          | 54Е1            | ЧС2т        | 7          | 225-231           | 4795-4801            |
| 1964, март             | 53Е0            | ЧС2         | 1          | 232               | 4802                 |
| 1963, декабрь          | 34Е4            | ЧС2         | 4          | 233-236           | 4825-4828            |
| 1964, январь-апрель    | 34Е4            | ЧС2т        | 68         | 237-304           | 4829-4896            |
| 1964, сентябрь-декабрь | 53Е1            | ЧС2т        | 77         | 305-381           | 4897-4972            |
| 1965, январь           | 53Е1            | ЧС2т        | 23         | 382-404           | 4973-4996            |
| 1965, январь-март      | 53Е2            | ЧС2         | 50         | 405-454           | 5092-5141            |
| 1965, март-май         | 53Е3            | ЧС2         | 50         | 455-504           | 5142-5191            |
| 1965, июль-август      | 53Е2            | ЧС2         | 60         | 505-564           | 5192-5251            |
| 1965, сентябрь         | 53Е3            | ЧС2м        | 2          | 565-566           | 5252-5253            |
| 1966, февраль-май      | 53Е4            | ЧС2         | 60         | 567-626           | 5304-5363            |
| 1966, май-август       | 53Е4            | ЧС2         | 40         | 627-666           | 5404-5443            |
| 1966, август           | 53Е4            | ЧС2         | 10         | 667-676           | 5599-5608            |
| 1968, декабрь          | 53Е5            | ЧС2         | 6          | 677-682           | 5933-5938            |
| 1969, январь-июль      | 53Е5            | ЧС2         | 94         | 683-776           | 5939-6032            |
| 1970, март-июнь        | 53Е6            | ЧС2         | 50         | 777-826           | 6128-6177            |
| 1971, май-июль         | 53Е6            | ЧС2         | 48         | 827-874           | 6223-6270            |
| 1972, февраль-март     | 53Е8            | ЧС2         | 28         | 877-904           | 6346-6373            |
| 1972, апрель-май       | 53Е9            | ЧС2         | 40         | 905-944           | 6374-6413            |
| 1972, сентябрь         | 63Е0            | ЧС2т        | 2          | 875, 876          | 6344, 6345           |
| март 1974-февраль 1975 | 63Е1            | ЧС2т        | 78         | 945-960, 963—1024 | 6654-6669, 6672-6733 |
| 1974, май              | 63Е1m           | ЧС2т        | 2          | 961, 962          | 6670, 6671           |
| 1976, июнь-ноябрь      | 63Е2            | ЧС2т        | 38         | 1025-1062         | 6906-6933, 6964-6973 |

## Общие сведения

### Технические характеристики
| Параметр                                | Тип электровоза      | Тип электровоза      | Тип электровоза      | Тип электровоза      |
| Параметр                                | 25E                  | 34E                  | 53E                  | 53E3 (ЧС2М)          |
| --------------------------------------- | -------------------- | -------------------- | -------------------- | -------------------- |
| Осевая формула                          | 30−30                | 30−30                | 30−30                | 30−30                |
| Размеры                                 |                      |                      |                      |                      |
| Длина по осям автосцепок, мм            | 18 780               | 18 920               | 18 920               | 18 920               |
| Длина кузова, мм                        | 17 560               | 17 700               | 17 700               | 17 700               |
| Ширина кузова, мм                       | 3 030                | 3 030                | 3 030                | 3 030                |
| Высота кузова, мм                       | 4 000                | 3 960                | 3 975                | 3 975                |
| Высота опущенного токоприёмника, мм     | 4 800                | 4 800                | 4 800                | 4 800                |
| Рабочая высота токоприёмника, мм        | 5 400 — 6 900        | 5 400 — 6 900        | 5 400 — 6 900        | 5 400 — 6 900        |
| Высота оси автосцепок, мм               | 1 050                | 1 055                | 1 055                | 1 055                |
| Шкворневая база, мм                     | 8 960                | 9 000                | 9 000                | 9 000                |
| Полная колёсная база, мм                | 13 060               | 13 000               | 13 000               | 13 000               |
| Колёсная база тележек, мм               | 4 600                | 4 600                | 4 600                | 4 600                |
| Диаметр новых колёс, мм                 | 1 250                | 1 250                | 1 250                | 1 250                |
| Ширина колеи, мм                        | 1 520                | 1 520                | 1 520                | 1 520                |
| Массовые характеристики                 |                      |                      |                      |                      |
| Рабочая масса, т                        | 120                  | 126                  | 126 / 128            | 126                  |
| Нагрузка на ось, тс                     | 20                   | 21                   | 21,67                | 21,67                |
| Тяговые характеристики                  |                      |                      |                      |                      |
| Напряжение и род тока                   | 3 кВ, постоянный ток | 3 кВ, постоянный ток | 3 кВ, постоянный ток | 3 кВ, постоянный ток |
| Тип электродвигателей                   | AL-4846zT            | AL-4846eT            | AL-4846eT            | AL-4846eT            |
| Передаточное число редуктора            | 41 : 80 (1 : 1,951)  | 44 : 77 (1 : 1,75)   | 44 : 77 (1 : 1,75)   | 48 : 73 (1 : 1,52)   |
| Скорость часового режима, км/ч          | 72,4                 | 91,5                 | 91,5                 | 105,3                |
| Скорость длительного режима, км/ч       | 76,1                 | 96,9                 | 96,9                 | 111,5                |
| Конструкционная скорость, км/ч          | 160                  | 160                  | 160                  | 180                  |
| Сила тяги при трогании с места, тс      | 33                   | 32                   | 32                   | 27,8                 |
| Сила тяги часового режима, тс           | 17,3                 | 16,5                 | 16,5                 | 14,3                 |
| Сила тяги длительного режима, тс        | 14,3                 | 13,7                 | 13,7                 | 12,0                 |
| Сила тяги при максимальной скорости, тс | ?                    | 9,3                  | 9,3                  | 8,5                  |
| Мощность в часовом режиме, кВт          | 3 408 (6 x 568)      | 4 200 (6 x 700)      | 4 200 (6 x 700)      | 4 200 (6 x 700)      |
| Мощность в длительном режиме, кВт       | 3 048 (6 x 508)      | 3 708 (6 x 618)      | 3 708 (6 x 618)      | 3 708 (6 x 618)      |
| Мощность реостатного тормоза, кВт       | —                    | —                    | — / 1 300            | —                    |

## Конструкция

### Опытные электровозы ЧС2 серии 25E

Электровоз ЧС2-001 на заводе

Кузов электровоза сварной конструкции представляет собой одну пространственную ферму, включающую в себя пространственную и нижнюю главную раму. Тележки электровоза трёхосные. Тормозное и тяговое усилие от тележек к кузову передаётся через шкворни, жёстко укреплённые в раме кузова, взаимодействующие с шаровыми сочленениями, помещёнными в балках тележек. Предусмотрено свободное поперечное перемещение тележек относительно кузова на 60 мм. Вес кузова передаётся на тележки через четыре боковые опоры. От рамы тележки на колёсные пары вес передаётся через резиновые сайлентблоки, установленные по концам листовых подбуксовых рессор. Буксы электровоза имеют по одному сферическому двухрядному подшипнику, в отверстия букс входят стержни (цапфы), запрессованные в раму тележки — через них передаются горизонтальные усилия. Рессоры второй и третьей колёсных пар первой тележки были соединены между собой продольными балансирами; на второй тележке соединены балансирами четвёртая, пятая и шестая колёсные пары. Между собой тележки соединяются сочленением с пружинным возвращающим устройством, не препятствующим продольному перемещению тележек. Для лучшего вписывания в кривые толщина гребней 2-й и 5-й колёсных пар была уменьшена на 10 мм.
Тяговые электродвигатели электровоза могут соединяться последовательно, последовательно-параллельно, и параллельно. На ходовых позициях каждого соединения было предусмотрено 5 ступеней ослабления возбуждения: 80 %, 65 %, 50 %, 40 %, 35 %. Переход с одного соединения ТЭД на другое осуществляется методом шунтирования электродвигателей резисторами. Максимальное напряжение на двигателях составляет 1500 В.
Главный переключатель электровоза имеет 39 контакторных элементов, расположенных в два ряда, по обе стороны от кулачковых валов. Привод главного переключателя — пневмодвигателем системы Škoda. Переключатель имеет нулевую, подготовительную (X), 40 рабочих и 6 переходных позиций. Ходовые позиции (то есть позиции, на которых допускается длительная езда) — 22, 33, 40. Ослабление возбуждения осуществляется с помощью отдельного шестипозиционного переключателя с 20 контакторными элементами, похожего по конструкции на главный переключатель, но имеющим лишь один ряд контакторных элементов.
Высоковольтные цепи от токов короткого замыкания и перегрузок защищают быстродействующий выключатель, дифференциальные реле (№ 015 в силовой цепи и № 201 во вспомогательной), реле перегрузки ТЭД и тепловые реле вспомогательных двигателей. Включение двигателей вспомогательных машин и калориферов отопления кабин осуществляется электромагнитными контакторами.
Для охлаждения тяговых электродвигателей и пуско-тормозных резисторов на электровозе установлены два центробежных мотор-вентилятора с электродвигателями постоянного тока, рассчитанными на номинальное напряжение 3 000 В. Мотор-вентиляторы имеют два режима работы: малая скорость (зимний режим) и высокая скорость (летний режим). Для создания запаса сжатого (0.75-0.9 МПа) воздуха на электровозе установлены два мотор-компрессора с электродвигателями постоянного тока, рассчитанными на номинальное напряжение 3 000 В. Мотор-компрессоры имеют два режима работы: автоматический и ручной.
Электрическое освещение электровоза ЧС2 выполнялось светильниками с лампами накаливания. Путь и сооружения перед электровозом освещаются прожектором, установленным над каждой кабиной машиниста. Мощность лампы прожектора - 500 Вт. Лампу прожектора можно включать на яркий или тусклый свет; в режиме тусклого света в цепь лампы включено сопротивление. Под лобовыми окнами каждой кабины установлены два буферных фонаря, каждый с двумя светильниками - красного и белого света (при этом светильник красного света находится позади светильника белого света). На электровозах ЧС2 предусмотрено освещение кабин машиниста (тусклым и ярким светом), освещение машинного отделения и высоковольтной камеры, ходовых частей (тележек). Освещение машинного отделения и высоковольтной камеры можно включить (либо выключить) из любой кабины машиниста. В кабинах машиниста предусмотрена подсветка приборов и шкалы контроллера машиниста; яркость подсветки приборов можно регулировать. Все цепи освещения электровоза, кроме индивидуальных предохранителей, защищены общим предохранителем (по схеме - 600).

### Электровозы ЧС2 серии 34E

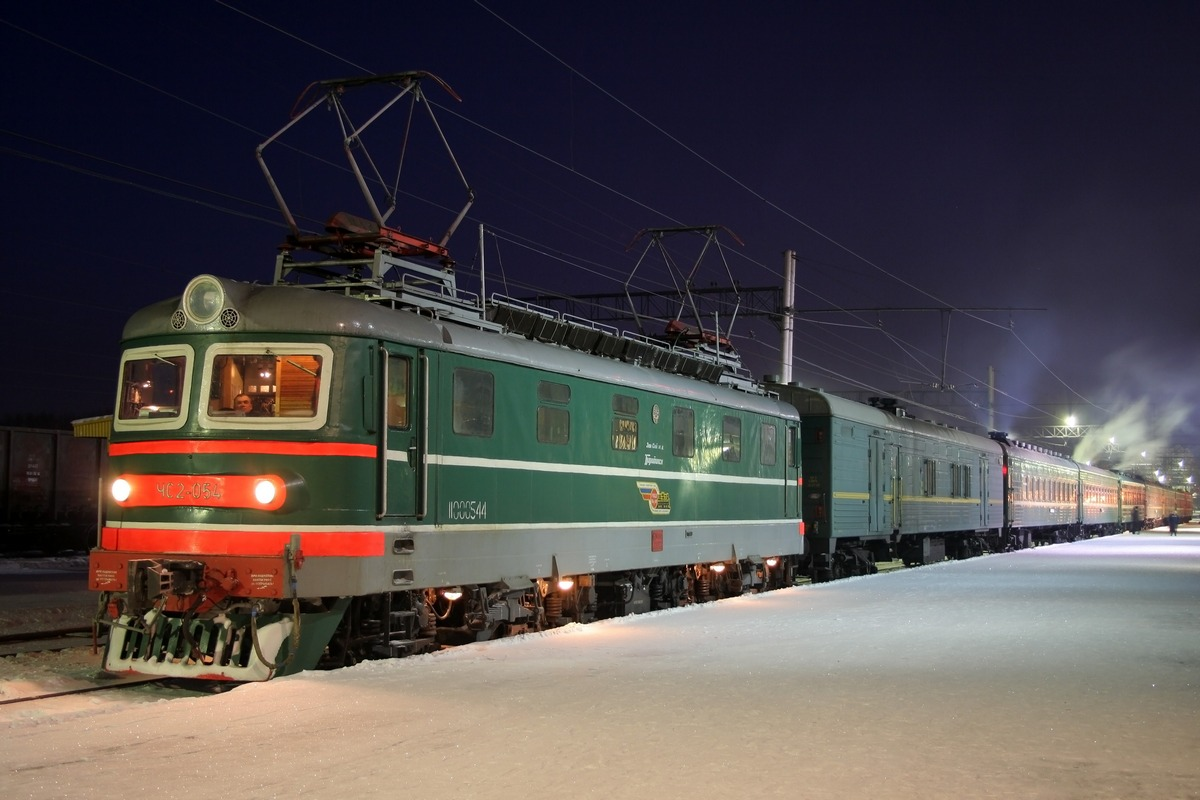
Электровоз ЧС2-054 на станции Томск-I, ЗСЖД

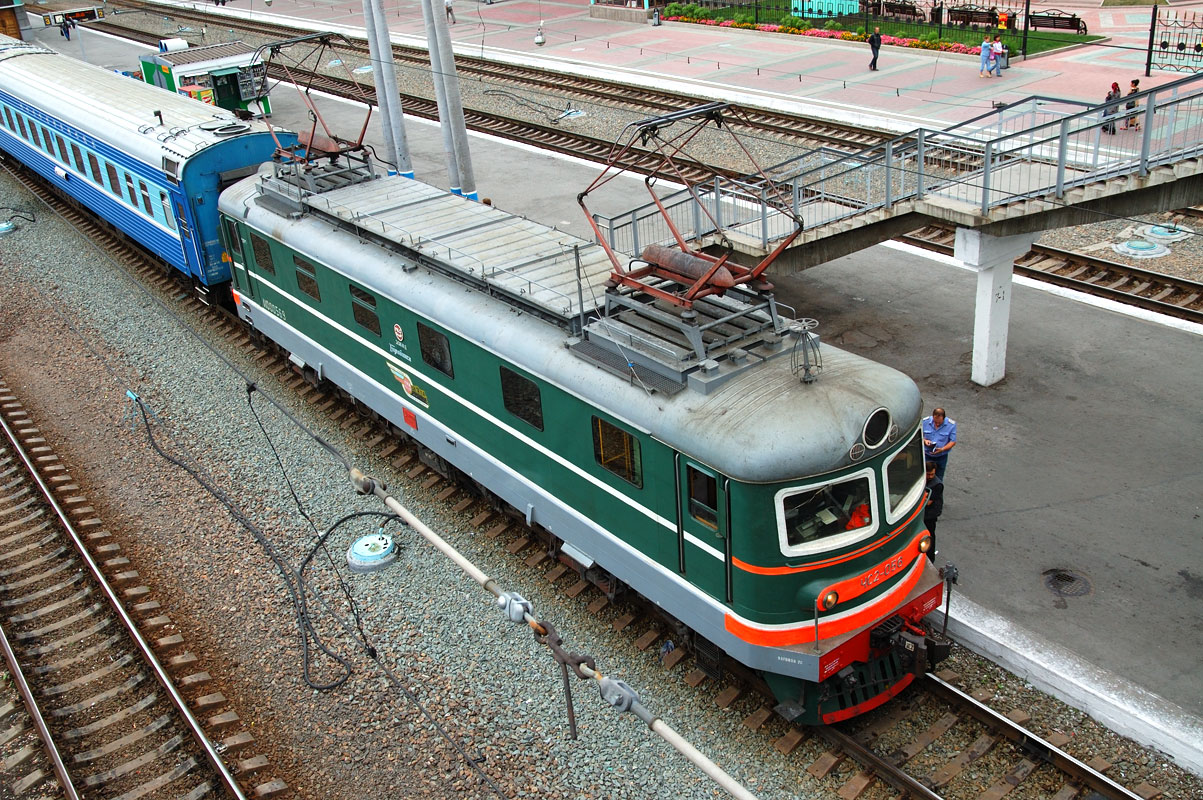
Электровоз ЧС2-056 без крышевых резервуаров, Новосибирск

Кузов и дизайн у этих электровозов по сравнению с 25E был значительно изменён и несколько увеличился по длине и уменьшился по высоте, хотя в целом и сохранил форму. Спереди у электровоза была изменена конструкция лобовых стёкол и на уровне буферных фонарей появилась выступающая вперёд горизонтальная панель. По обоим бокам напротив машинного отделения стали располагаться по 6 окон, значительная часть вентиляционных решёток на боковых стенах была ликвидирована.
Рамы тележек были выполнены из сваренных по горизонтальной плоскости корытообразных профилей, что позволило избежать образования трещин. Для определения влияния на тяговые качества электровоза разных систем рессорного подвешивания у электровоза ЧС2-004 продольные балансиры расположили между второй и третьей колёсными парами, а у ЧС2-003 между первой и второй. На электровоз был применён тяговый привод по типу применённого на электровозе ЧС3 (привод системы Шкода), но с передаточным числом 1 : 1,75. Тяговые двигатели были заменены на AL-4846eT с часовой мощностью 700 кВт.

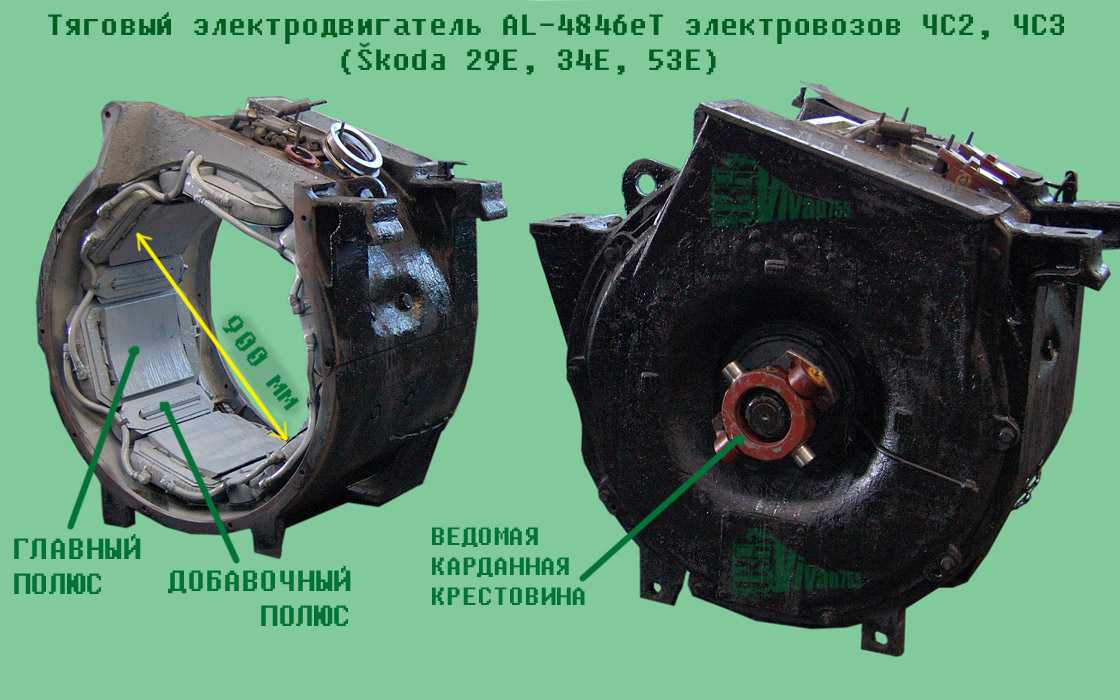

На электровозах изменилось расположение оборудования, изменены применяемые типы вспомогательных машин. Вместо четырёх мотор-вентиляторов были установлены два, двигатели этих вентиляторов были рассчитаны на полное напряжение контактной сети — 3 000 В. От этих вентиляторов через клиноременную передачу приводились также и генераторы цепей управления. Мотор-компрессоры состояли из электродвигателя постоянного тока мощностью 17 кВт и компрессора К2 (трехцилиндровый двухступенчатый) производительностью 2,5 — 2,7 м3/мин при частоте вращения вала электродвигателя 1350 об/мин. Чугунные пусковые резисторы были заменены на более лёгкие фехралевые.
Изменения коснулись и силовой схемы электровоза. Для уменьшения числа контактов была изменена схема включения ТЭД (якорь и обмотка возбуждения соседних ТЭД включались последовательно). Изменились ходовые позиции главного переключателя, ими стали 20, 33, 42-я. На электровозе был применён новый контроллер машиниста. Была изменена конструкция токоприёмников.
Для удобства ремонта отдельных электроаппаратов, к которым подводилось много проводов цепей управления, соединение жгутов проводов стало выполняться с помощью малогабаритных штепсельных разъемов по типу применяемых в самолетостроении. Для подъёма токоприемника был установлен небольшой мотор-компрессор с электродвигателем, работающим от аккумуляторной батареи.
С 1962 года начались поставки электровозов заводского типа 34E1; в конструкцию этих электровозов внесены следующие изменения: перенесена из кузова в подкузовные ящики аккумуляторная батарея, изменено расположение сигнальных ламп на пульте, заменён кран вспомогательного тормоза (применён кран условный номер 254), заменён воздухораспределитель (применена модель 292 — типовой воздухораспределитель для железных дорог СССР). Система рессорного подвешивания осталась такой, как на электровозе ЧС2-004.
С 1963 года начались поставки электровозов заводского типа 34E2. На этих электровозах при неизменном диаметре бандажа (1250 мм) изменена с 75 до 90 мм толщина бандажа (за счет уменьшения диаметра центра колесной пары). С 205 электровоза начато производство типа 34E3, с 244 — 34E4. Позже появилась новая серия машин — 53E.

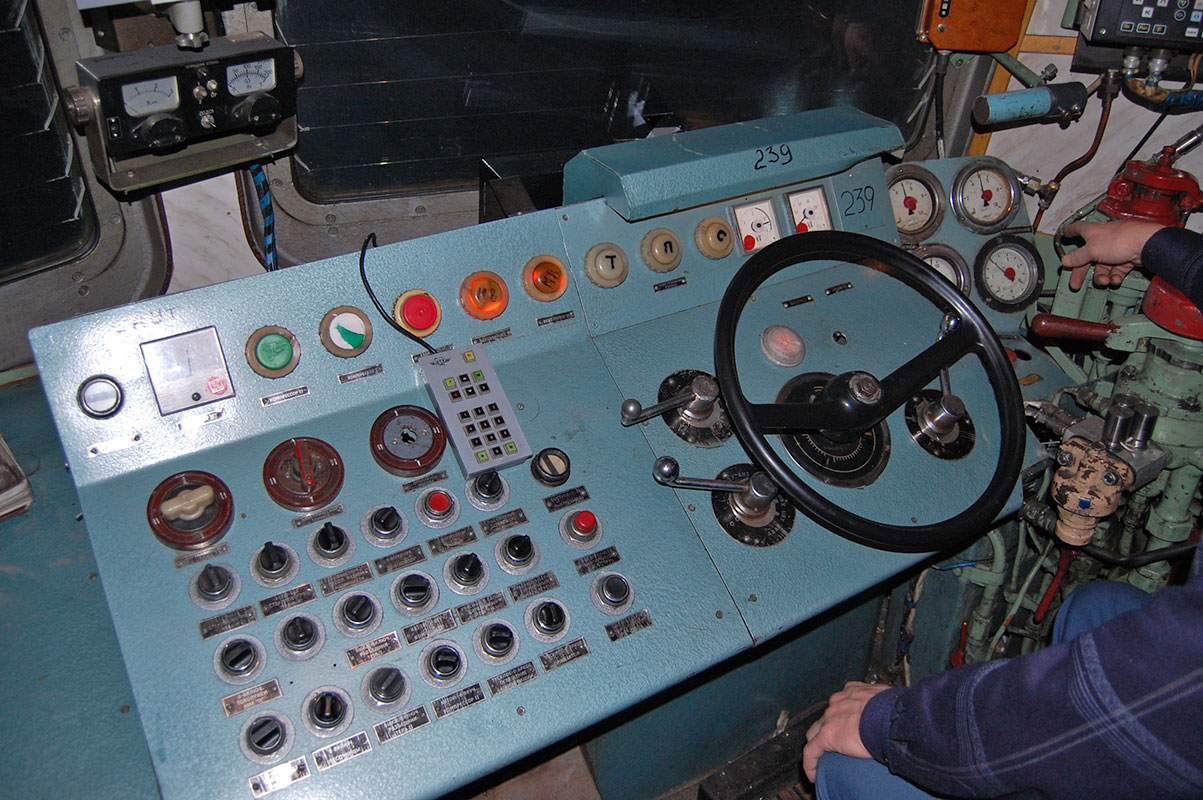
Пульт машиниста
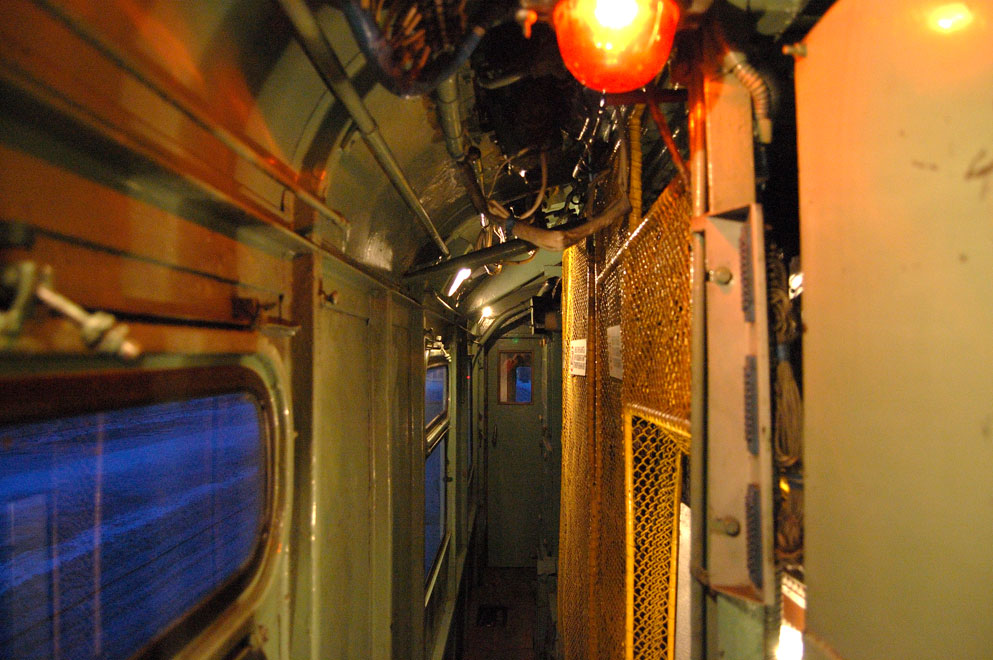
Продольный коридор в 34E

### Электровозы ЧС2 и ЧС2Тсерии 53E

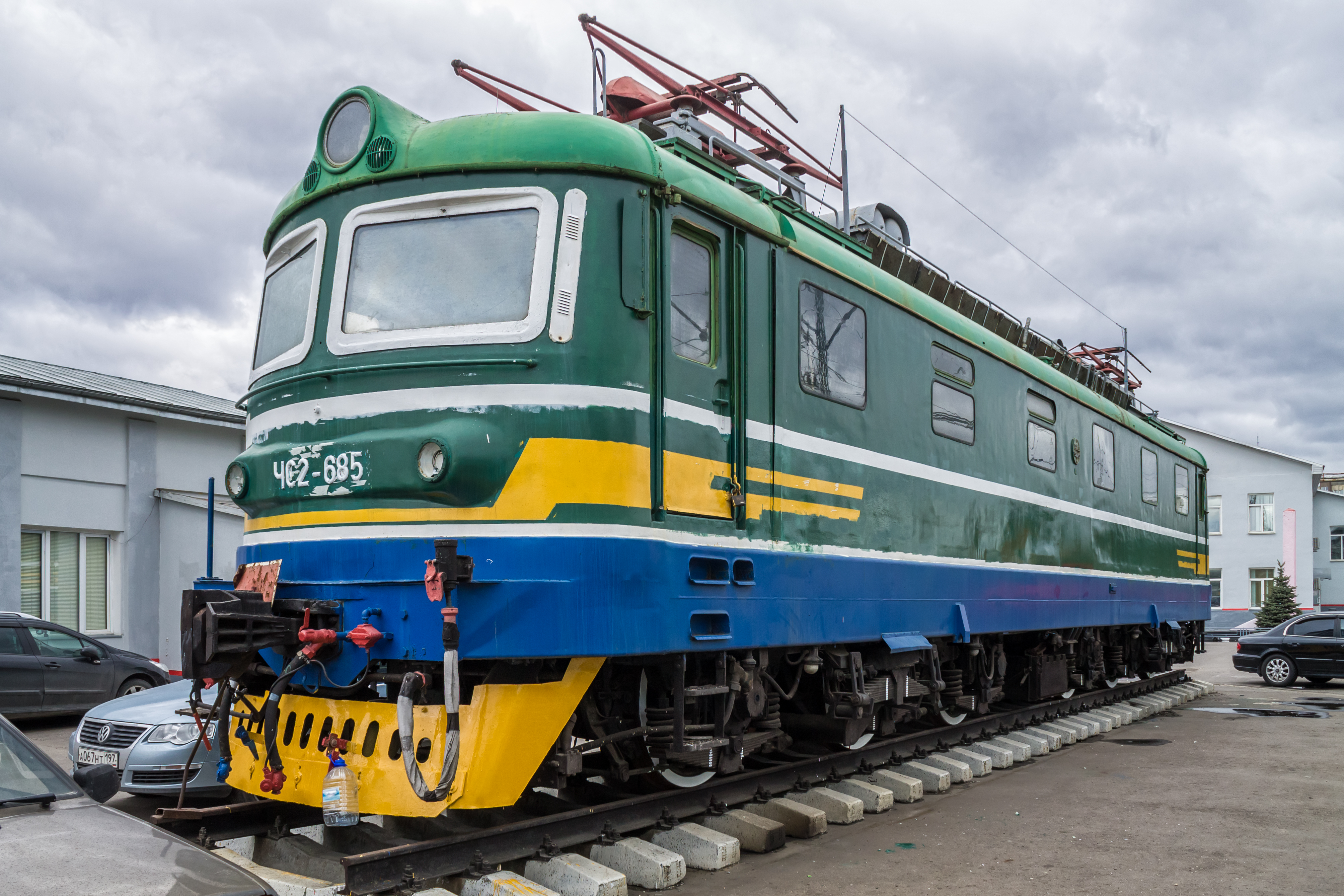
Электровоз ЧС2-685 в окраске, некоторыми деталями имитирующей заводскую

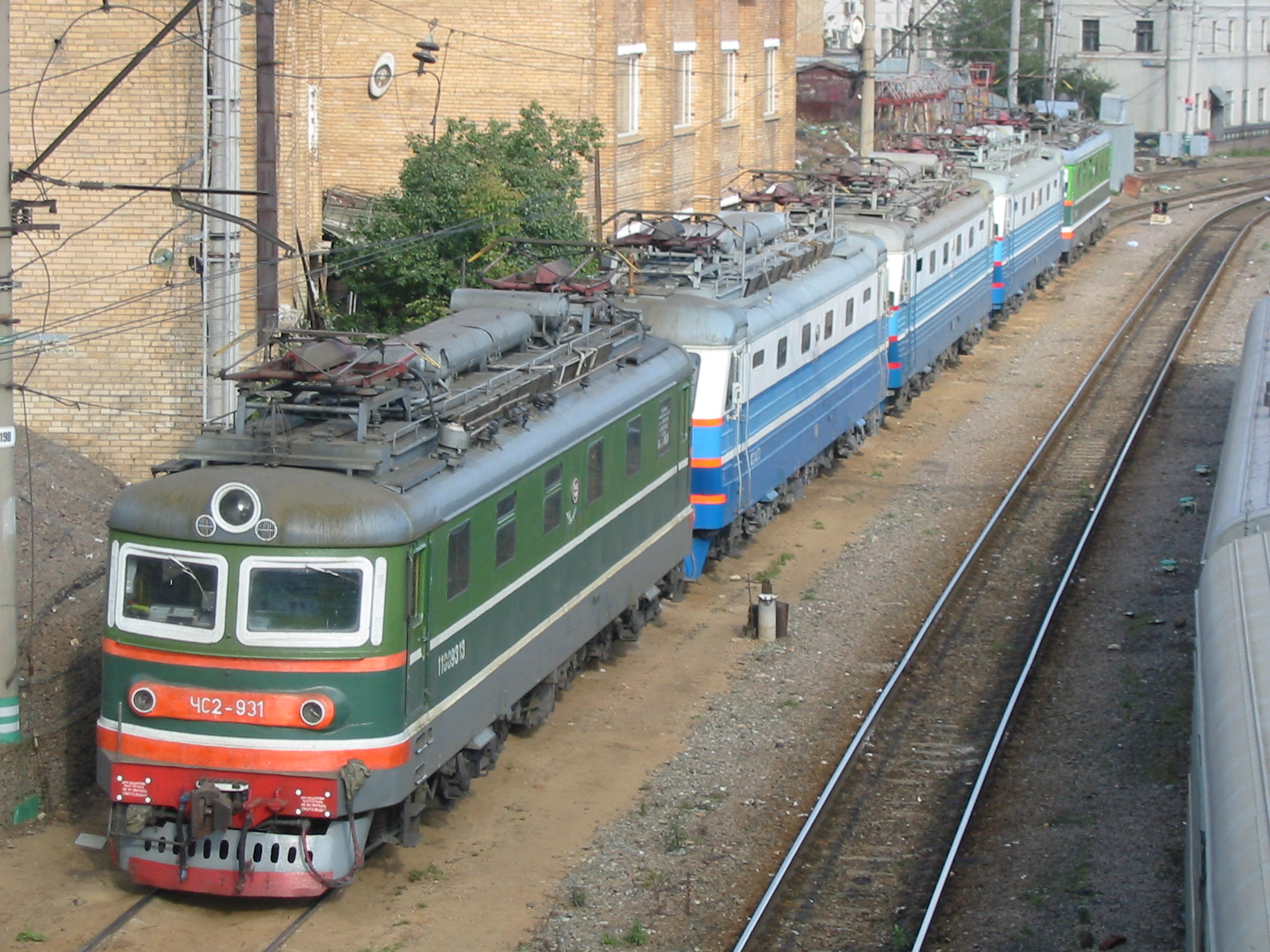
ЧС2-931 в сплотке с ЧС2К

Электровоз ЧС2-232 (тип 53E0) начал уже другую заводскую серию, обозначенную 53E. На этом электровозе был смонтирован реостатный тормоз. Схема реостатного тормоза предусматривала при торможении работу на реостаты двух групп попарно соединенных двигателей с подпиткой их обмоток возбуждения от аккумуляторной батареи. Кроме того, на электровозе были заменены некоторые электроаппараты и контроллер машиниста. У опытного электровоза 232 в реостатном торможении были задействованы двигатели 1, 2, 5 и 6. Позже электровозы с номерами с 305 по 454 оснащались реостатным тормозом, при этом в их конструкцию был внесён ряд улучшений, а для реостатного торможения стали применяться двигатели 2, 3, 4 и 5. Позже все новые ЧС2, а также переоборудованные старые, были без реостатного тормоза.
Внешне отличить 53E от старых электровозов серии 34E можно, главным образом, по крышевому оборудованию. Внутри же имеются значительные отличия в расположении оборудования и в электрических схемах. Заменены мотор-вентиляторы, зигзагообразный проход машинного отделения заменён двумя прямыми проходами. В силовой схеме электровоза применён мостовой переход с последовательного соединения двигателей на последовательно-параллельное, что позволило избежать провала силы тяги при переходе, сопровождающегося ударными нагрузками на карданные муфты и редукторы. Также на пультах машиниста установлены амперметры для отдельного контроля тока каждой ветви тяговой цепи и лампа сигнализации боксования.
По мере дальнейшего выпуска ЧС2 продолжали появляться новые варианты исполнения серии 53E (до типа 53E9 включительно). В конструкцию электровозов продолжали вносить изменения, но они не носили революционного характера.

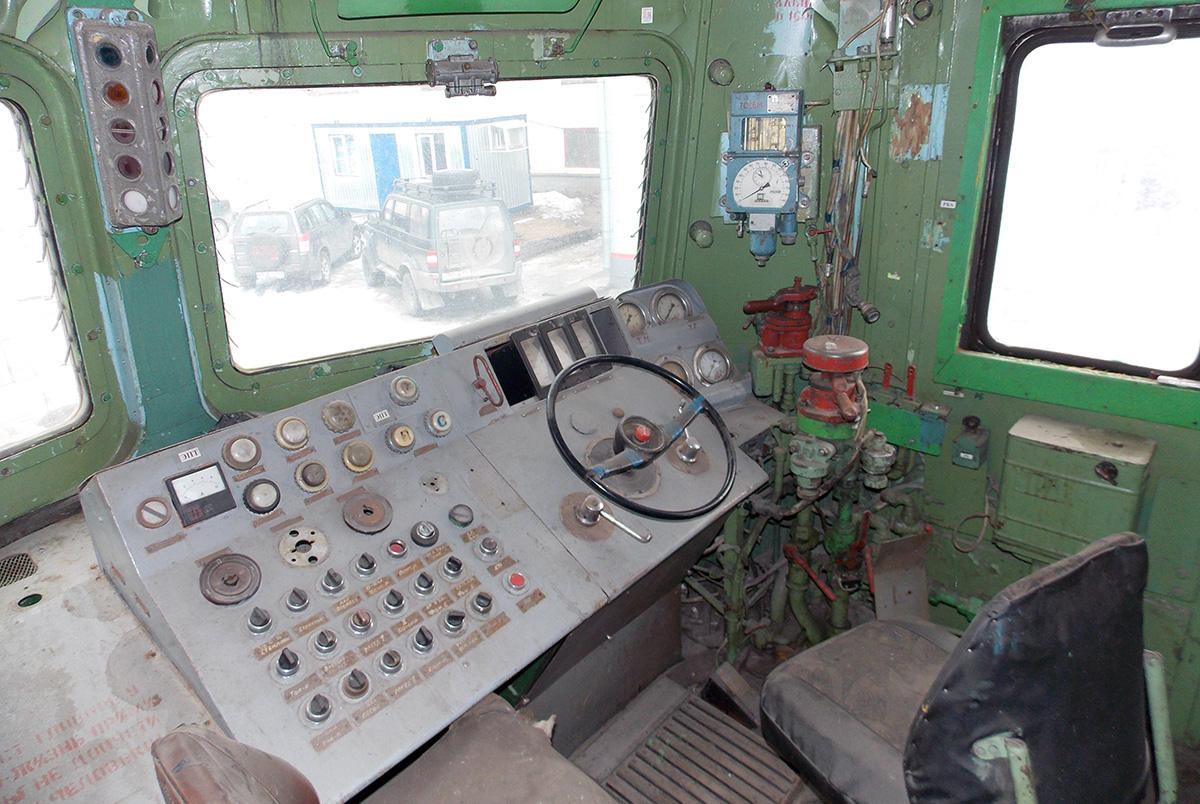
Кабина ЧС2-685 (53E)
- Кабина ЧС2-485, сцепленного в состав с другим электровозом ЧС2-089
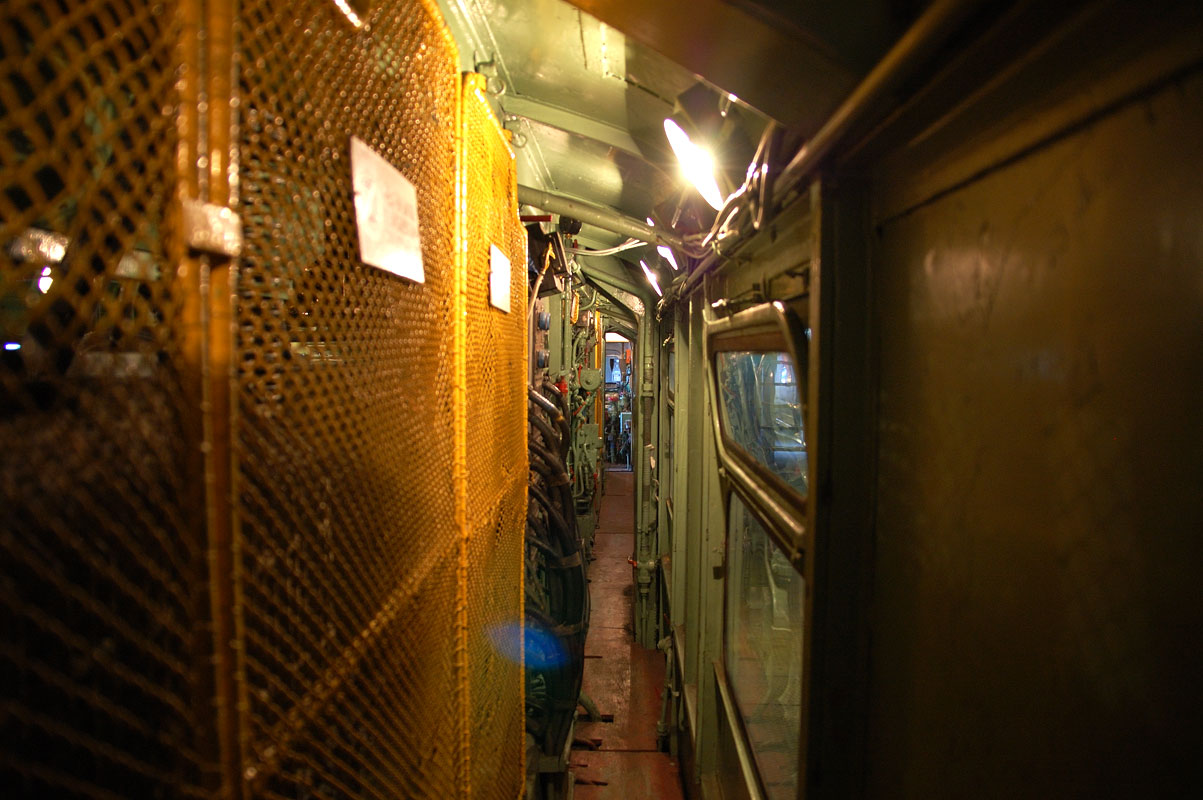
Продольный коридор в 53E

### Скоростные электровозы ЧС2М

Электровозы ЧС2^{М}-566 и 565 (сзади) на скоростных испытаниях с пассажирским вагоном

С целью проведения опытных поездок с высокими скоростями на двух последних электровозах заводского типа 53E3 (№ 565 и 566), выпущенных в 1965 году, был установлен привод с передаточным числом 1:1,52, что позволило поднять максимальную скорость со 160 до 180 км/ч. На этих электровозах большие зубчатые колеса были посажены на ось колёсной пары, а не на ступицу центра, как на серийных электровозах. Опытным электровозам было присвоено обозначение ЧС2М.
Оба электровоза поступили для испытаний на Октябрьскую железную дорогу, где в марте 1966 года одним из них была достигнута скорость 205 км/ч, а в феврале 1971 — 220 км/ч.

## Модернизации

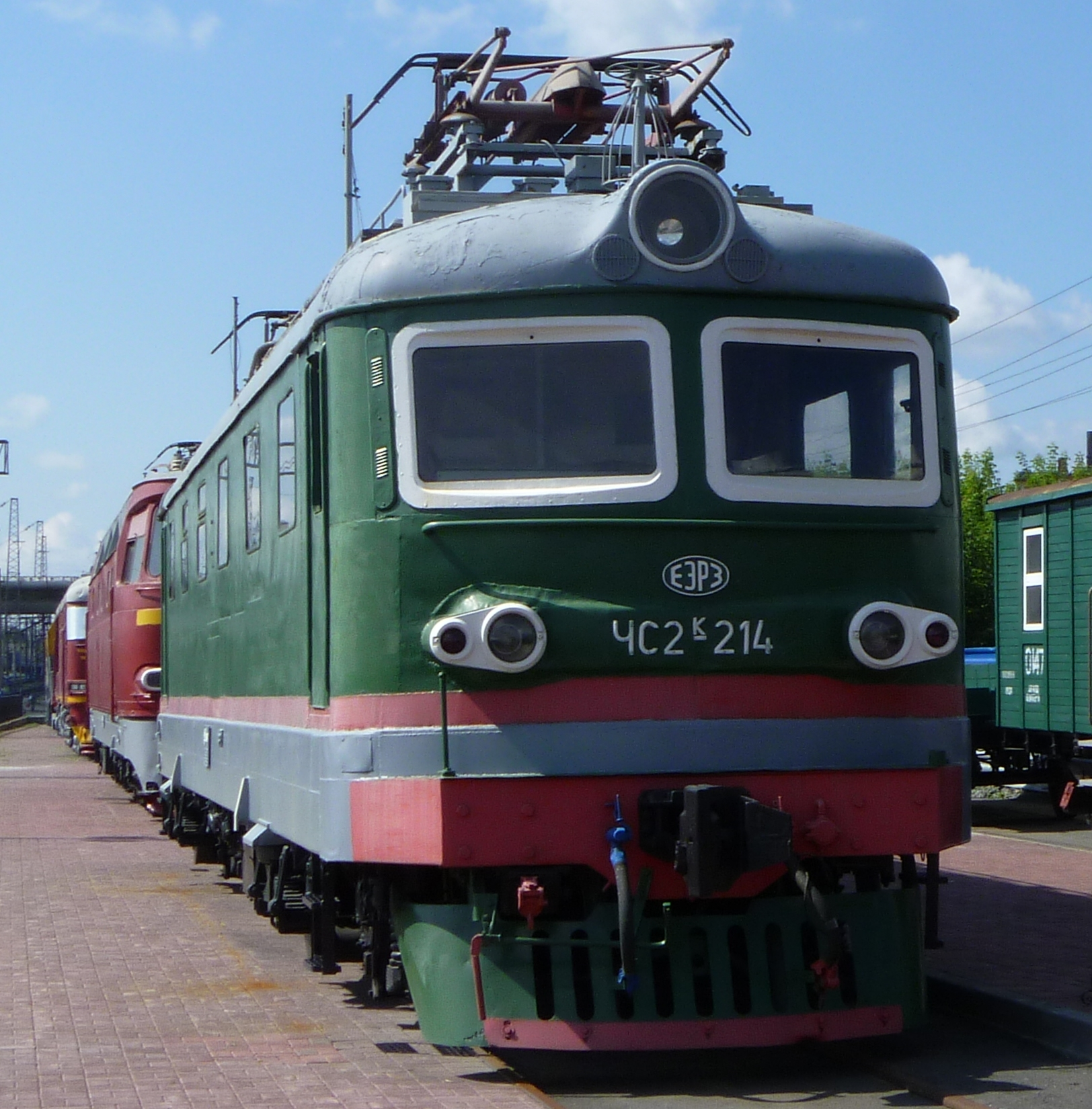
Модернизированный электровоз ЧС2^{К}−214

### Модернизации с сохранением кузова
Для поддержания уже очень значительно изношенных электровозов ЧС2 на допустимом уровне технического состояния был организован их капитальный ремонт на Новосибирском электровозоремонтном заводе. После КРП электровозам присваивается индекс «к» (то есть электровоз получает наименование «ЧС2К»), но схема электровоза и его внешний вид практически не меняются. Главным результатом модернизации является замена тяговой передачи с зубчатым поршнем на тяговую передачу с разбегом ведущей шестерни редуктора, по типу передачи электровозов ЧС7 и ЧС8. Такую модернизацию прошли машины № 142, 151, 161, 172, 173, 219, 283, 409, 418, 498, 534, 842 и другие.
Электровоз ЧС2к−214 прошёл модернизацию на Екатеринбургском электровозоремонтном заводе, в ходе которой по бокам от основных буферных фонарей были установлены красные хвостовые огни меньшего размера (типа ВЛ80Т), в результате электровоз получил оригинальный внешний вид.
В депо Курган и других депо Западной Сибири ряд электровозов ЧС2 был переоборудован в электромотрисы с пассажирским салоном. В электромотрисы переделаны электровозы ЧС2-053, ЧС2-100 и некоторые другие. При переделке у большей части машин сохранён оригинальный кузов.

### Модернизации с изменением кузова

#### Электровозы ЧС2К модернизации Ярославского ЭРЗ
Глубокую модернизацию электровозов с заменой кузова проводил Ярославский электровозоремонтный завод. Данная модернизация осуществлялась только на электровозах серии 53E, поскольку модернизация электровозов серии 34E была нецелесообразна из-за их большого возраста и значительного износа всех элементов конструкции. После ремонта электровозам присваивалось обозначение «ЧС2К».
Электровозы на заводе окрашивались по трёхцветной схеме (белый верх, голубая середина, синий низ), впоследствии часть электровозов была перекрашена в корпоративную окраску РЖД (серый и красный).
Кузова электровозов заменены на новые, с гофрированными боковыми стенками, низкими окнами и угловатыми кабинами машиниста, лобовая часть которых по форме схожа с лобовой частью электровозов ЧС7 и состоит из трёх плоскостей — наклонных верхней и нижней и вертикальной средней. При этом в каждой из кабин управления ликвидированы правые по ходу движения входные двери, с сохранением опускаемых дверных окон и наружных поручней и ступенек, для доступа к окнам.
Внутри электровоза электроаппараты заменены на аппараты, аналогичные использованным на электровозах ВЛ10 и ВЛ11, компрессоры К2 заменены на ВУ-3,5. Установлены: система автоматического управления тормозами, регистратор параметров движения, телемеханическая система контроля бодрствования машиниста, новые пульты управления локомотивом. В силовой схеме, вместо групповых контроллеров переключения, применены индивидуальные контакторы, управляемые микропроцессорной системой управления локомотивом (МСУЛ) через выходные блоки управления контакторами (БУК).
Также ЯЭРЗ проводил модернизацию по проекту «ЧС2К-Е», при которой электровоз вместо системы МСУЛ оборудуется единой системой автоведения и управления тяговым приводом (ЕСАУП). Модернизированные электровозы ЧС2К-Е поступали в основном в депо Самара КбшЖД и в депо Орёл Московской железной дороги.
В конце 2010-х годов подавляющее большинство этих электровозов было списано. По состоянию на 2024 год в эксплуатации не находится ни одного ЧС2К, в резерве остаётся ЧС2К-931 приписки депо Барабинск, ещё один был отправлен в Музей истории развития железнодорожного транспорта Московской железной дороги РЖД (электровоз стоял на площадке натурных образцов на Рижском вокзале в Москве).

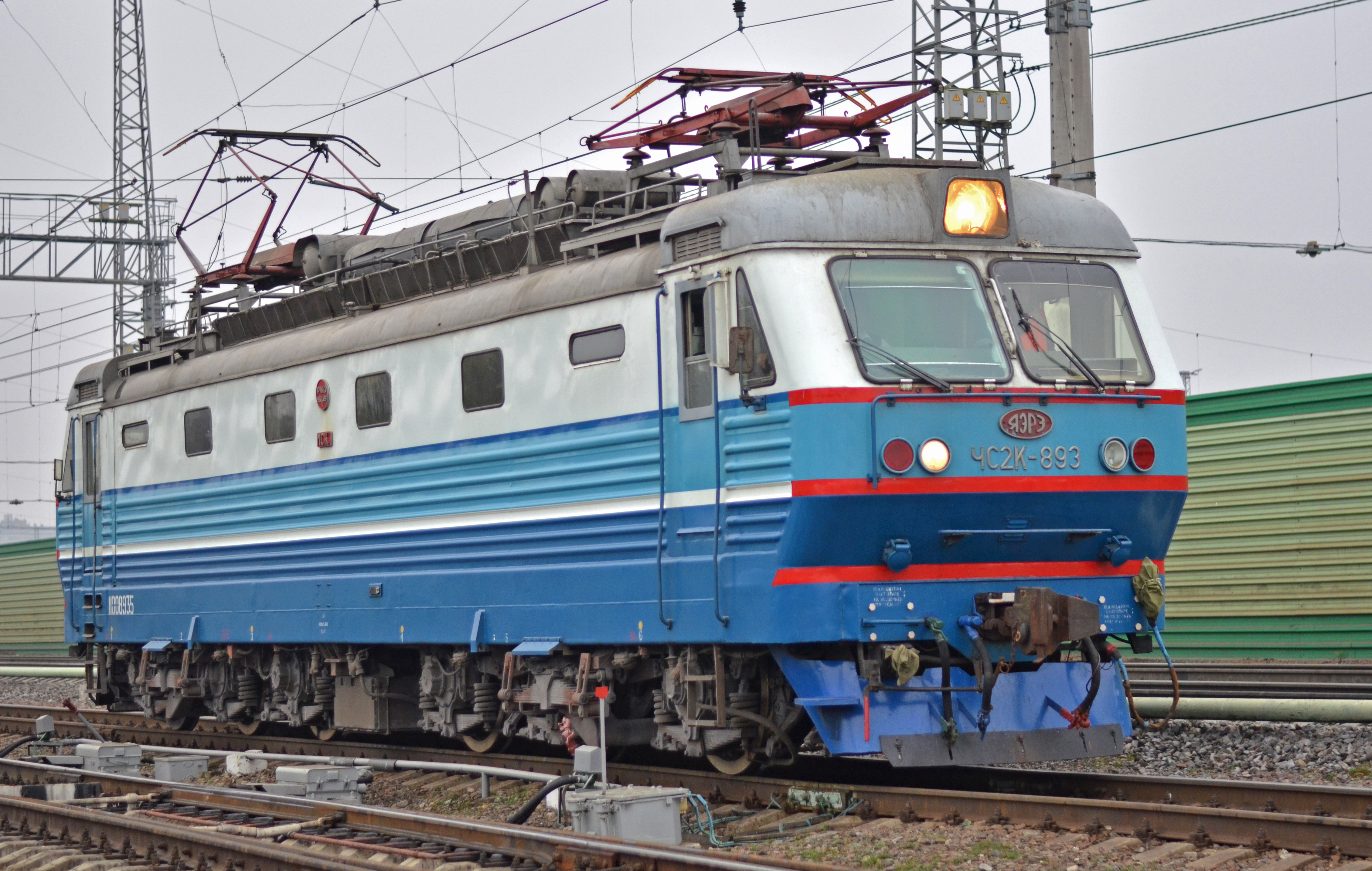
Электровоз ЧС2К-893 в стандартной бело-синей окраске
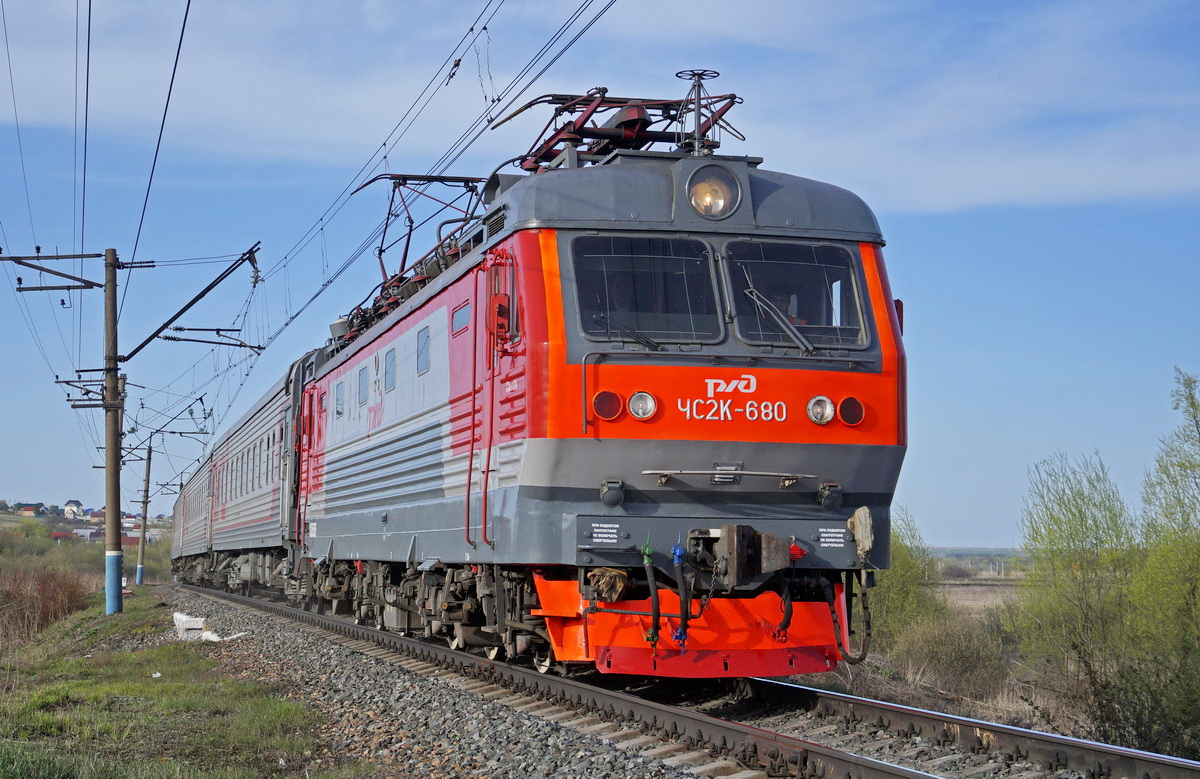
Электровоз ЧС2К-680 в красно-серой корпоративной окраске РЖД
- Электровоз ЧС2К-669 становится под пассажирский поезд и ЧС2К-847 следует резервом на ст. Узуново
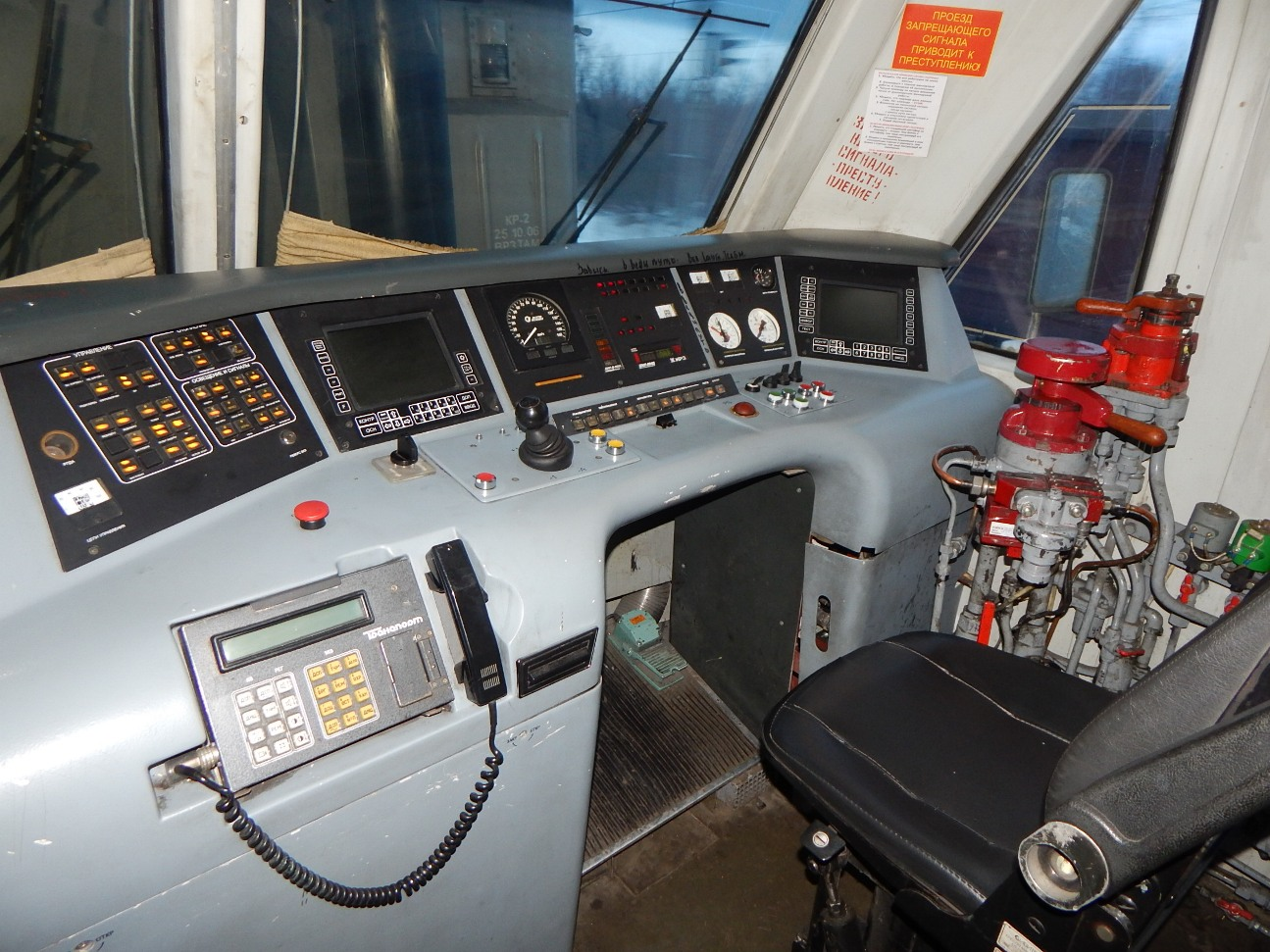
Интерьер кабины электровоза ЧС2К-891

#### Электровозы ЧС2 (КРП), модернизации Запорожского ЭРЗ
Запорожский электровозоремонтный завод также модернизировал ряд электровозов ЧС2 с заменой кузова, оставляя при этом прежними схему, машины и аппараты. Электровозы оснащались кабинами, аналогичными таковым у электровозов ЧС7, новые гофрированные боковые стенки также по конструкции схожи с ЧС7. Обозначение электровоза (ЧС2) при такой доработке не менялось; заводское обозначение, как правило, менялось на 53Er. К таким работам часто применяют термины «капитальный ремонт с продлением срока службы» (КРП) либо «капитально-восстановительный ремонт» (КВР), поэтому ЧС2, модернизированные на ЗЭРЗ, иногда упоминаются, например, как ЧС2 (КРП). 

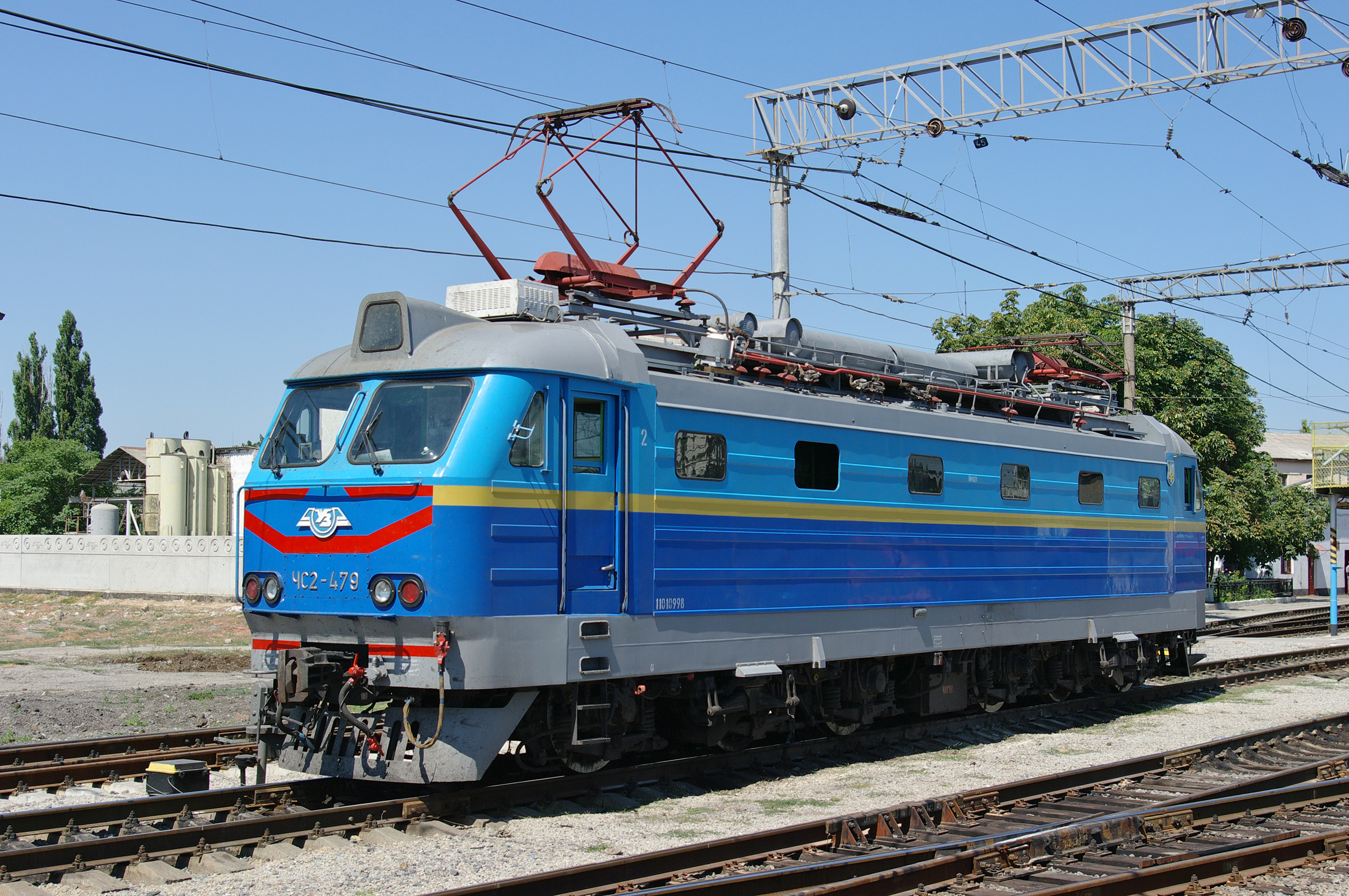
Электровоз ЧС2 (КРП)-479 после модернизации на ЗЭРЗ на станции Симферополь
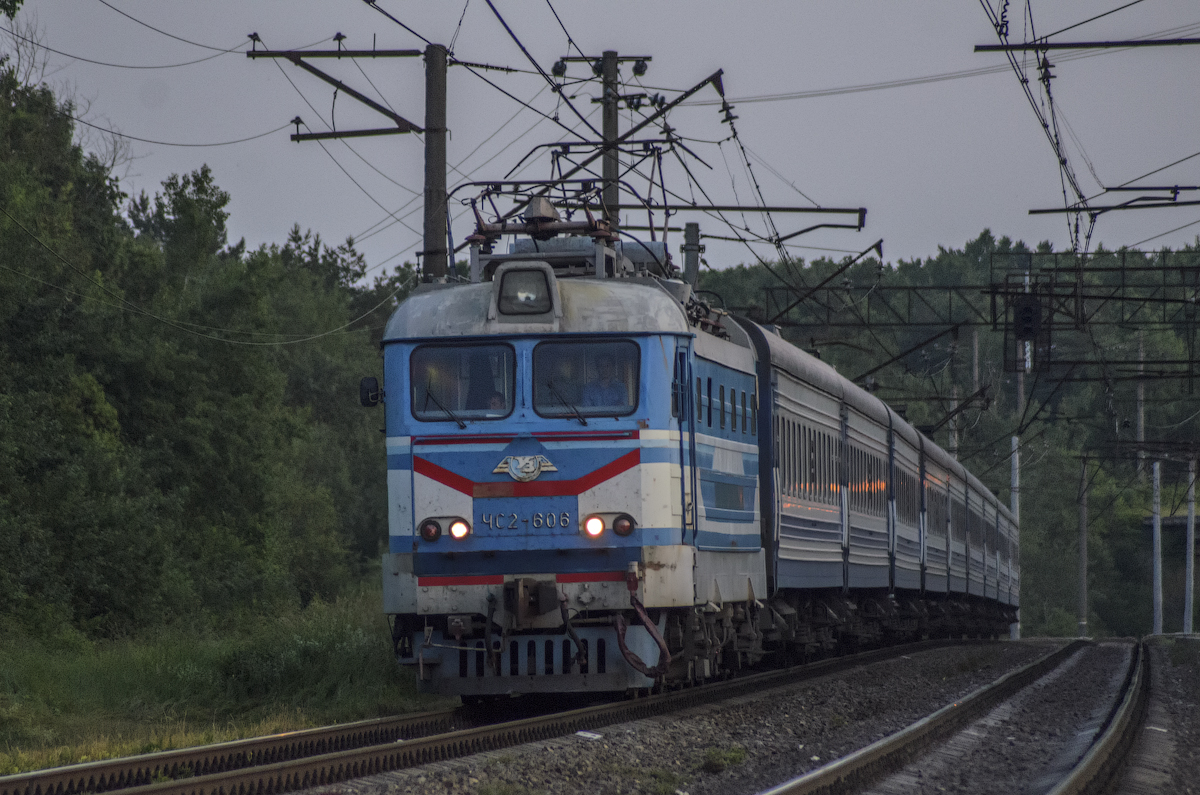
ЧС2 (КРП)-606 во Львовской области, Украина
- Электровоз ЧС2 (КРП)-479 после модернизации на ЗЭРЗ, ст. Пятихатки-Стыковая
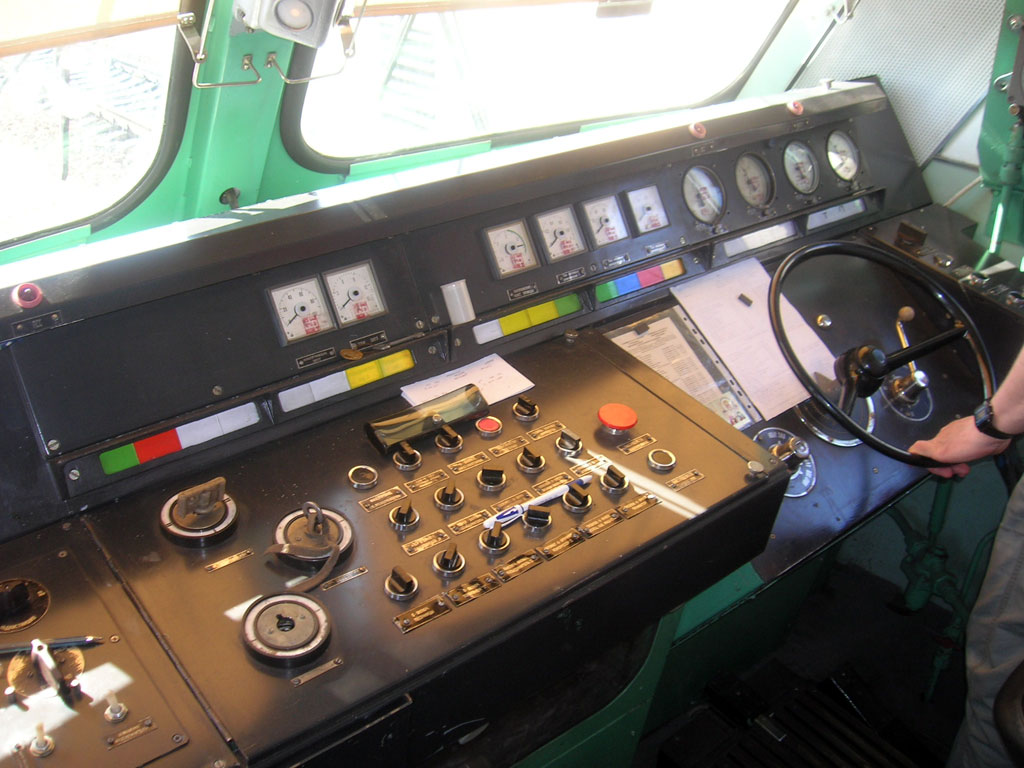
Кабина электровоза ЧС2 (КРП)-426

#### Электромотрисы А-ЧС2

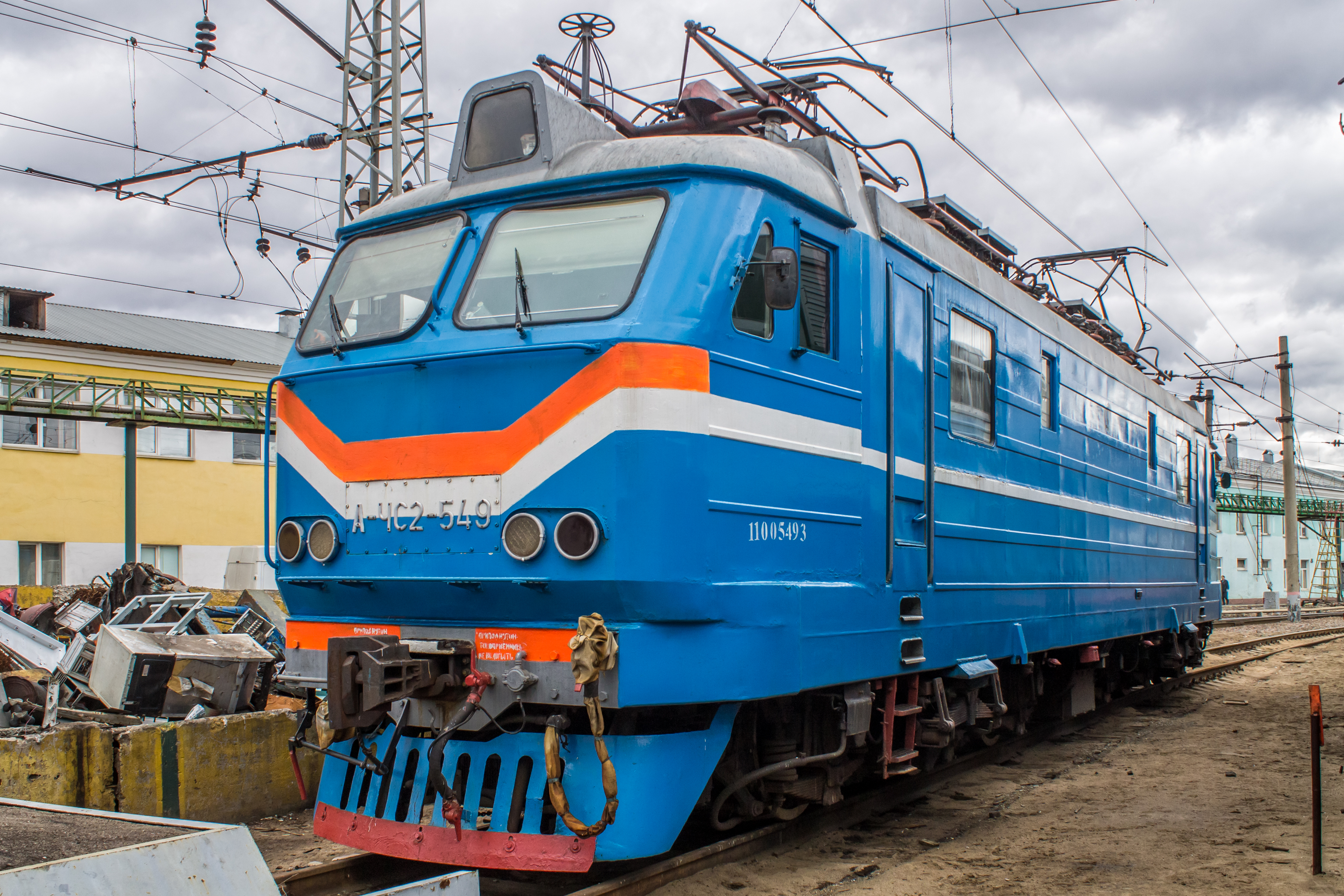
А-ЧС2-549

На базе электровозов ЧС2-552 и ЧС2-549 на Запорожском электровозоремонтном заводе, по заказу ОАО «РЖД», были изготовлены электромотрисы А-ЧС2-552 и А-ЧС2-549 для перевозки железнодорожного инженерного и начальствующего состава разного ранга при инспекционных поездках.
А-ЧС2 выполнены как самоходное транспортное средство с оборудованным вместо одного машинного отделения пассажирским салоном. Кабины машинистов заменены на новые, по типу кабин электровоза ЧС2 (КРП).
Обе машины направили на МЖД: А-ЧС2-552 имела приписку ТЧЭ-6 Москва-Сортировочная-Рязанская, а А-ЧС2-549 ТЧЭ-1 Москва-Пассажирская-Курская. По состоянию на 2024 год данные электромотрисы имеют статус памятников (А-ЧС2-552 на станции Перово МЖД, А-ЧС2-549 в музее на станции Тула-I Курская МЖД).

#### Электромотриса ЧС2-101
В 2008 году электровоз ЧС2-101 Западно-Сибирской железной дороги был переоборудован в электромотрису по индивидуальному проекту. Электровоз получил новые прямые кабины машиниста оригинальной формы с наклоном в районе лобового стекла, по форме напоминающие кабины ЧС7, но с прямым низом почти без обратного наклона, прямоугольными буферными фонарями, единым лобовым стеклом и четырьмя маленькими прожекторами над ним. Часть машинного отделения электровоза возле кабин машиниста была переделана в пассажирский салон, и рядом с каждой кабиной с каждой стороны было сделано по два широких боковых окна, а правая входная дверь и окна в середине стен ликвидированы. Пуско-тормозные резисторы были вынесены на крышу электровоза. Изначально новая электромотриса имела тёмно-серую окраску со светло-серой широкой центральной полосой по середине высоты и узкой голубой полосой под ней, а также узкой красной спереди ещё чуть ниже. Позже она несколько раз перекрашивалась в светло-серую и тёмно-серую схему с красными полосами спереди и по бокам. Электровоз приписан к депо Омск, но преимущественно базируется в Новосибирске.

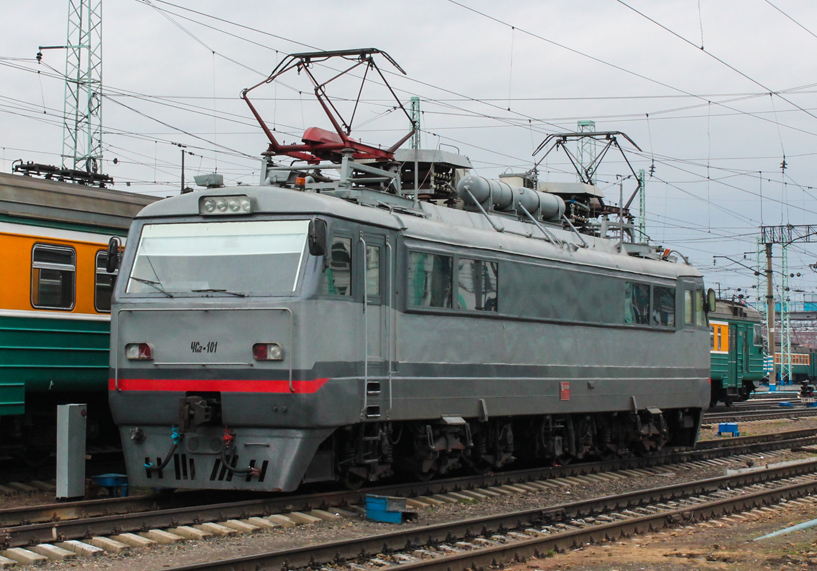
ЧС2-101 в тёмно-серой окраске
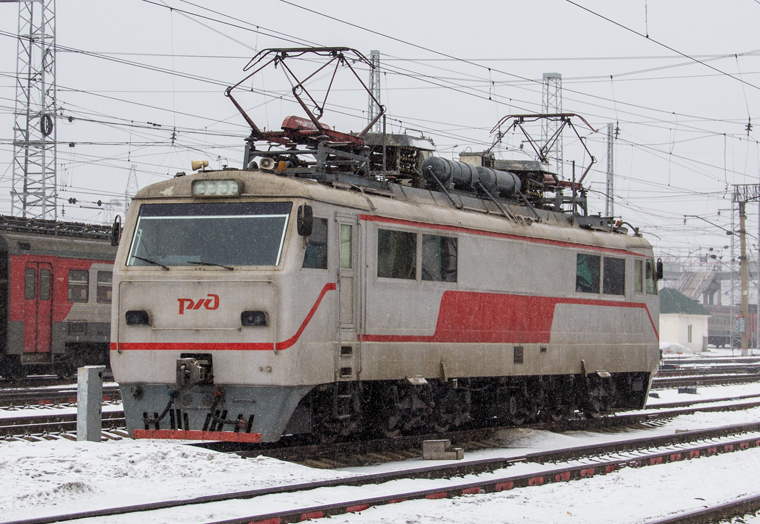
ЧС2-101 в светло-серой окраске

## Заводы, ремонтирующие электровозы
- Запорожский электровозоремонтный завод
- Новосибирский электровозоремонтный завод
- Ярославский электровозоремонтный завод

## Эксплуатация и распространение электровозов
Электровозы ЧС2-001 и ЧС2-002 были направлены в депо Москва-Пассажирская-Курская для эксплуатационных испытаний на участке Москва — Скуратово Московско-Курско-Донбасской железной дороги. Электровоз ЧС2-002 прошёл тяговые испытания на участках Серпухов — Орёл Московско-Курско-Донбасской дороги и на участке Клин — Калинин Октябрьской дороги, где он водил специально сформированный состав массой до 1060 т, состоявший из 19 цельнометаллических пассажирских вагонов. На подъёмах в 8-9 тысячных установившаяся скорость была 100—110 км/ч, при силе тяги 30 — 33 тс. Максимальная скорость с составом достигала 140 км/ч.
Слабым узлом электровозов ЧС2-001 и ЧС2-002 оказались рамы тележек, в них образовывались трещины. Были выявлены и другие недостатки. Опытные электровозы просуществовали менее 10 лет и были исключены из инвентаря в 1967—1968 годах.
Электровозы ЧС2-003 и ЧС2-004 испытывались на участке Ленинград — Малая Вишера, где развивали скорость 160 км/ч. В 1965 году электровозы были переданы на Куйбышевскую дорогу. В январе 1975 года эти электровозы были исключены из инвентаря.
Поступившие на железные дороги СССР электровозы ЧС2 первоначально начали обслуживать пассажирские поезда на линиях Москва — Харьков — Иловайск (Московская, Южная и Донецкая дороги), Москва — Ленинград (Октябрьская железная дорога), а после насыщения электровозами этих направлений электровозы появились и на других направлениях. Электровозы стали обслуживать направления: Москва — Рязань — Куйбышев — Курган (Московская, Куйбышевская, Южно-Уральская дороги), Москва — Александров — Ярославль — Данилов (Московская и Северная дороги), Москва — Сухиничи, Москва — Вязьма, Москва — Владимир (Московская и Горьковская дороги).
Электровозы ЧС2 также поступали на Свердловскую, Приднепровскую, Западно-Сибирскую железные дороги.
Благодаря очень широкому распространению на всех столичных вокзалах, многих железнодорожных линиях, а также в популярных кинофильмах 70-х — 90-х годов XX века (например, «Невероятные приключения итальянцев в России»), электровоз ЧС2 стал весьма узнаваемым. Из-за характерного дизайна и сравнительно небольшой высоты электровоз получил у железнодорожников прозвище «Чебурашка» (оно не относится к электровозам ЧС2Т серии 63E с новым кузовом выпуска позднее 1972 года).
Электровозы ЧС2 различных модификаций многие годы оставались основными пассажирскими электровозами на линиях, электрифицированных на постоянном токе. Однако повышение пассажиропотока в 1980-х годах привело к появлению и распространению на дорогах более мощных ЧС7. С того же периода ЧС2 начали использоваться для ведения поездов двойной тягой. В 2006 году был изготовлен первый электровоз ЭП2К, который, по состоянию на 2015 год, наряду с двухсистемным электровозом ЭП20, во множестве закупается РЖД на смену устаревшим и изношенным ЧС2, выводимым из эксплуатации.
По состоянию на 2022 год, электровозы ЧС2 и их модернизированный вариант ЧС2 КВР(З) во множестве имеются на железных дорогах Украины: в локомотивных депо городов Харьков (ТЧ Харьков-Главное), Днепр, Мелитополь, Кривой Рог, Никополь, Львов (Львів Схід), при этом работает чуть меньше половины приписного парка локомотивов, а остальная часть находится в состоянии консервации. Российскими железными дорогами эксплуатация электровозов ЧС2 в пассажирском движении завершилась в октябре 2014 года, после чего несколько десятков локомотивов локомотивного депо Барабинск Западно-Сибирской железной дороги, не выработавших ресурс, выдавались в хозяйственное движение до февраля 2021 года.
По состоянию на 2023 год в России работает ЧС2-216 (в составе ретро-поезда «Уральский экспресс»).
- Электровоз ЧС2-066 (34E2) с вагоном-дефектоскопом, Тоннельная балка (г. Днепр)
- Электровоз ЧС2-415 с пассажирским поездом прибывает на станцию Саки
- Электровоз ЧС2-783 с пассажирским поездом на перегоне

## Происшествия с ЧС2
- В ночь с 3 на 4 июня 1989 года (по московскому времени 3 июня в 23 часа 14 минут) электровоз ЧС2-689 был частично разрушен и сильно обгорел при следовании с пассажирским поездом № 212 на линии Адлер — Новосибирск (перегон Аша — Улу-теляк)[10][11].
- В ночь с 25 на 26 июля 1972 года электровоз ЧС2-722 при следовании со скорым поездом № 145 Новокузнецк — Москва на станции Ламенская на скорости 80 км/ч врезался в хвостовую часть грузового состава № 1134, ведомого электровозом ВЛ10-1431[12].

## ЧС2 в кинематографе и мультипликации

### В документальных фильмах
- Электровоз ЧС2 (киностудия «Киевнаучфильм»)

### В художественных фильмах
- Представлен в достаточно большом количестве фильмов, в том числе: «Добро пожаловать, или Посторонним вход воспрещён», «Джентльмены удачи», «Семь невест ефрейтора Збруева», «Я объявляю вам войну», «Пассажир без багажа», «Сержант милиции», «Приключения итальянцев в России», «Белый Бим Чёрное ухо», «Дополнительный прибывает на второй путь», «Вокзал для двоих», «Безбилетная пассажирка», «Это мы не проходили».

В художественном фильме 1983 года «Человек на полустанке» в одном из эпизодов снят электровоз ЧС2-022.

### В мультипликации
- В сериале про Чебурашку — Шапокляк поезд Курск - Москва ведёт электровоз ЧС2-479.

## Электровозы ЧС2 в музеях и на вечных стоянках

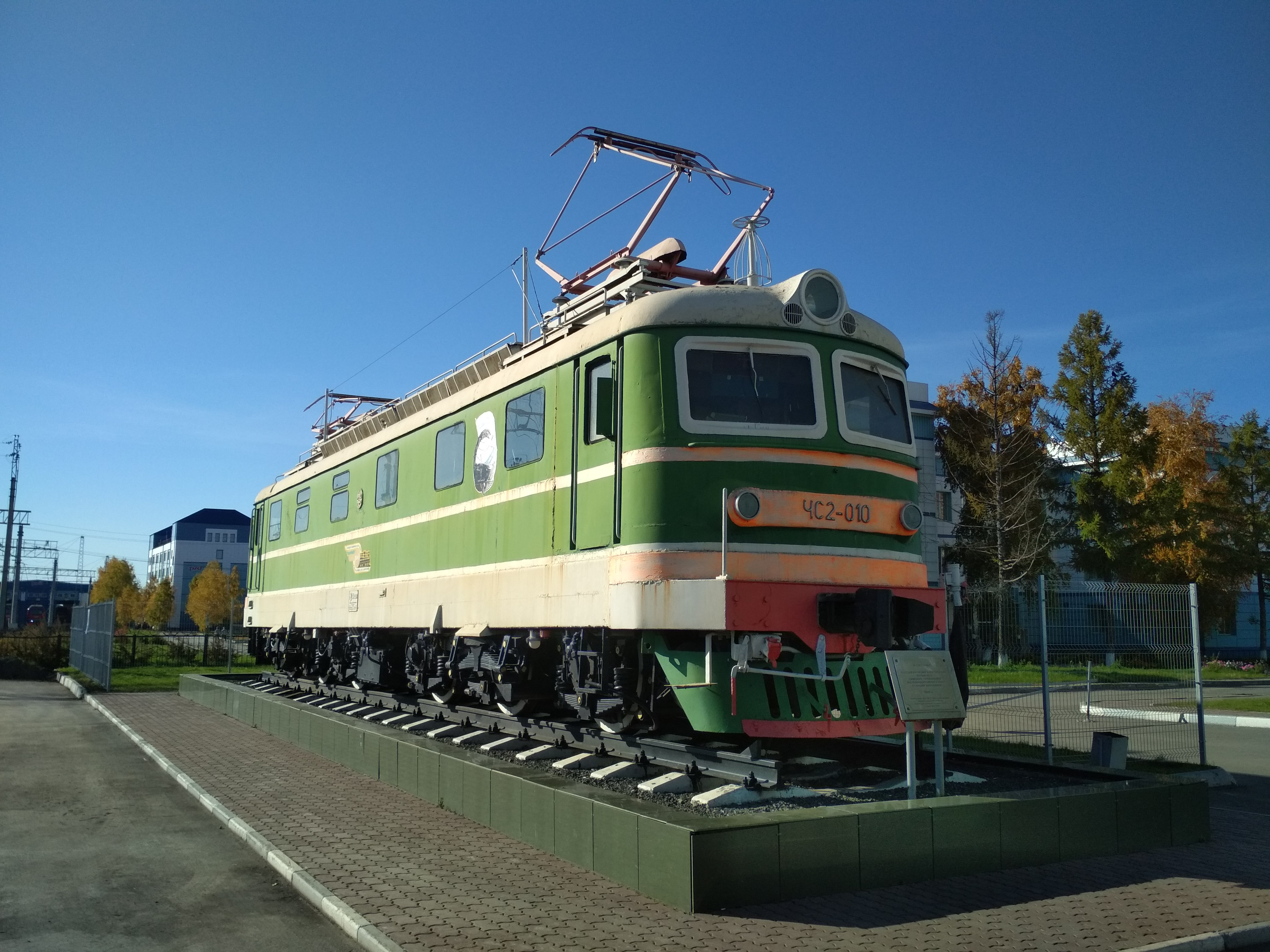
Электровоз ЧС2-010 на станции

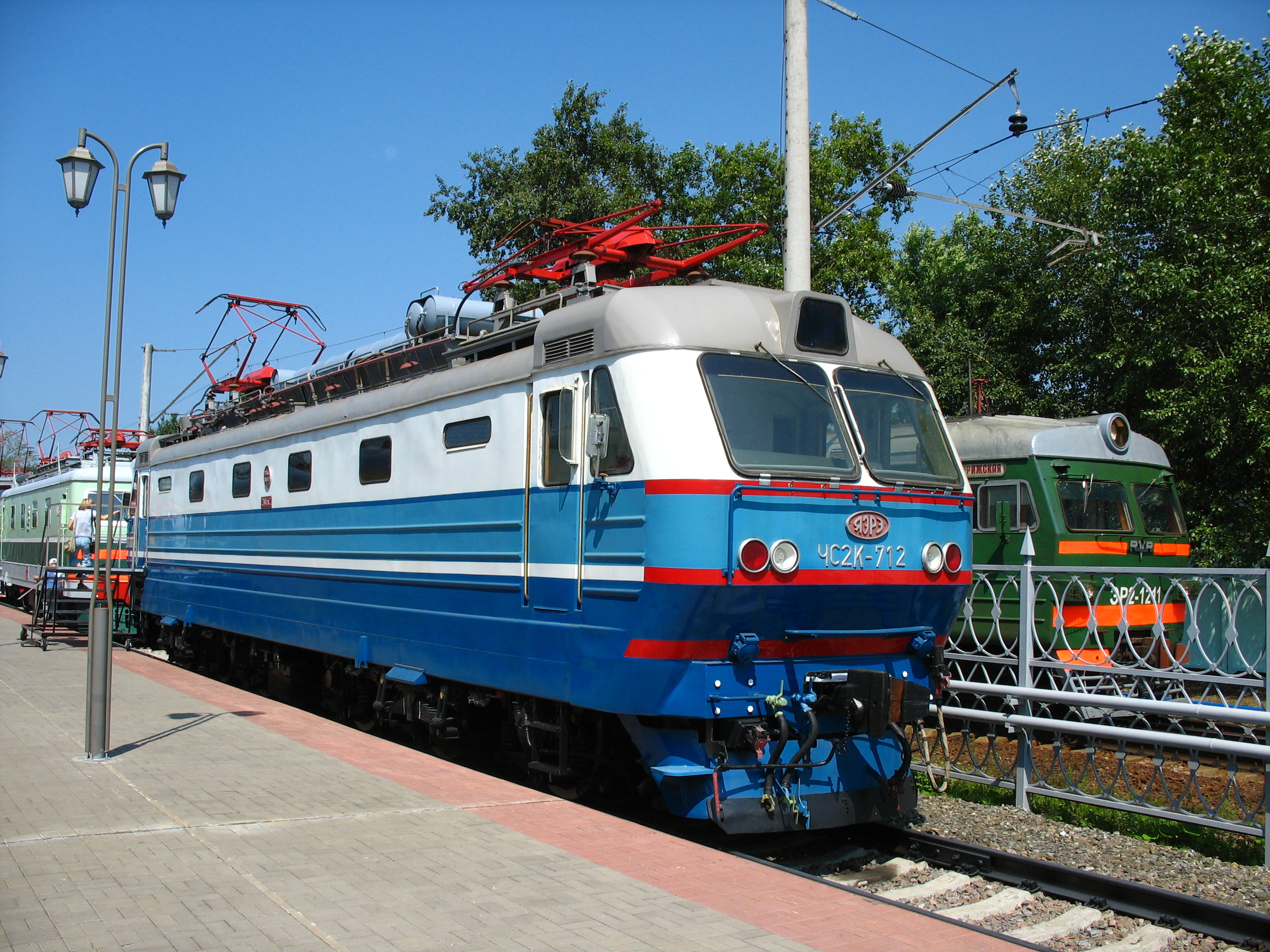
Электровоз ЧС2К-712, Музей истории развития железнодорожного транспорта Московской железной дороги РЖД

Некоторые электровозы серии ЧС2 были сохранены и установлены в качестве экспонатов железнодорожных музеев или на территории железнодорожных вокзалов, депо и учебных заведений:
- ЧС2-010 — на постаменте возле вокзала станции Барабинск в одноимённом городе Новосибирской области;
- ЧС2-023 — в павильоне Музея железных дорог России рядом с Балтийским вокзалом в Санкт-Петербурге;
- ЧС2-039 — на территории Новосибирского музея железнодорожной техники на станции Сеятель в Новосибирске;
- ЧС2-073 — на территории локомотивного депо Омск в качестве тренажёра;
- ЧС2-165 — на базе запаса Центрального музея железнодорожного транспорта на станции Лебяжье в Ленинградской области
- ЧС2к-214 — на площадке Челябинского железнодорожного музея;
- ЧС2-272 — на территории локомотивного депо Свердловск-Пассажирский в Екатеринбурге, сохранился только кузов без тележек;
- ЧС2-304 — на постаменте на территории локомотивного депо Ожерелье в одноимённом городе Московской области;
- ЧС2-323 — на территории Тайгинского института железнодорожного транспорта в городе Тайга Кемеровской области;
- ЧС2-357 — на территории Музея Южной железной дороги на станции Харьков-Пассажирский в Харькове (Украина)
- ЧС2-361 (настоящий номер — 461) — на территории локомотивного депо Самара в одноимённом городе в качестве тренажёра;
- А-ЧС2-549 — на территории железнодорожного музея на станции Тула Московская;
- ЧС2-685 — на постаменте на территории локомотивного депо Москва-Курская в Москве;
- ЧС2К-712 (модернизация ЯЭРЗ) — на территории Музея Московской железной дороги на Рижском вокзале в Москве; одна из оригинальных кабин, отрезанных при модернизации, установлена на въезде в локомотивное депо Дёма в Башкортостане;
- ЧС2-806 — на территории Музея Северо-Кавказской железной дороги на станции Гниловская в Ростове-на-Дону;
- ЧС2-817 — на территории Поволжского музея железнодорожной техники в Самаре;
- ЧС2-888 — на территории Музея Московской железной дороги на Рижском вокзале в Москве.

### Комментарии
1. 1 2  Электровозы с реостатным торможением